# Vive le Québec libre!

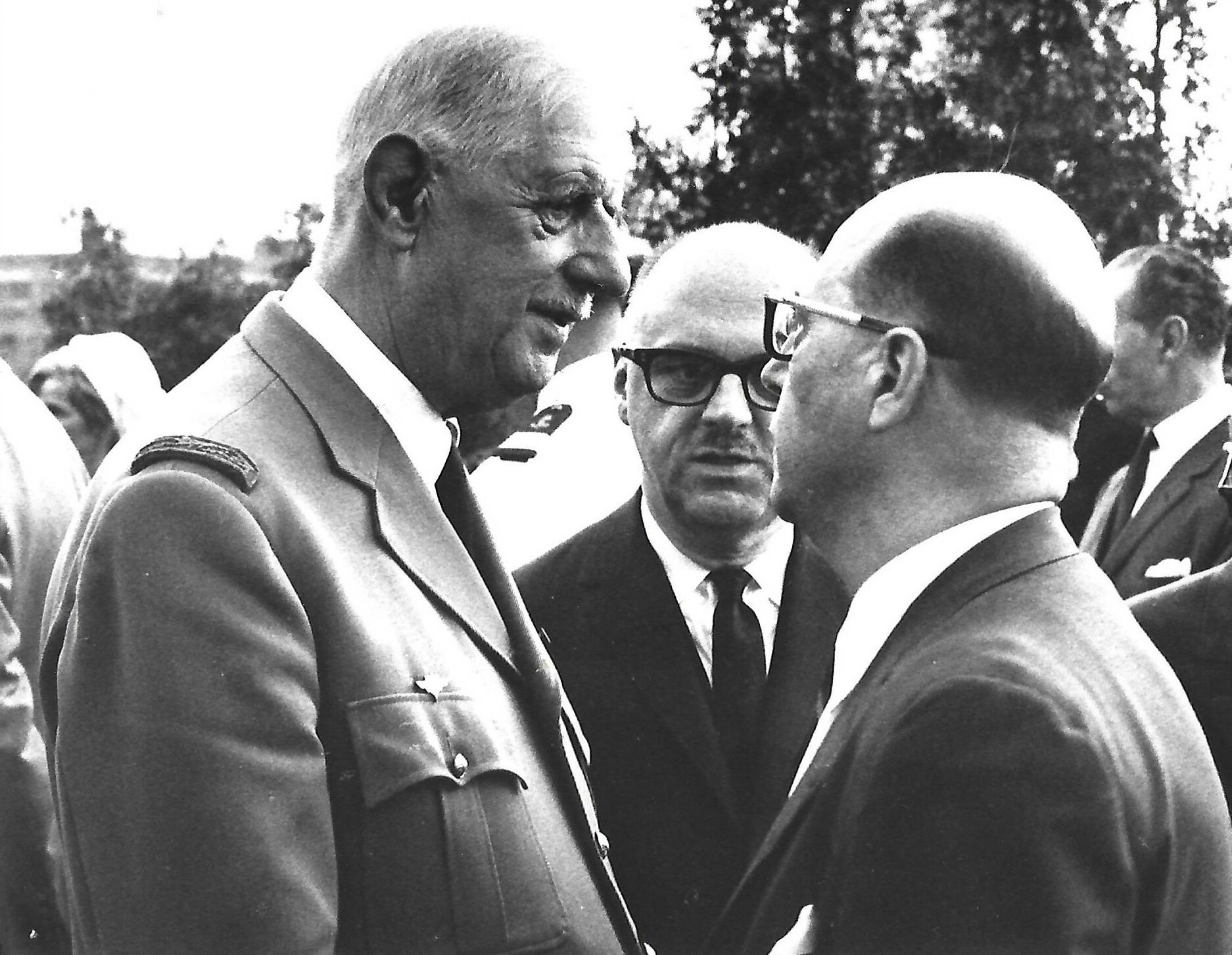
O presidente francês, Charles de Gaulle, logo após fazer o discurso “Vive le Québec libre”. Ao fundo, o prefeito de Montreal, Jean Drapeau.

"Vive le Québec libre!" ('Viva o Quebec livre!') foi uma frase de um discurso proferido pelo presidente francês Charles de Gaulle em Montreal, Quebec, em 24 de julho de 1967, durante visita oficial ao Canadá para a feira mundial Expo 67. Ao fazer um discurso para uma grande multidão de uma varanda na Prefeitura de Montreal, ele pronunciou "Vive Montréal! Vive le Québec!" ("Viva Montreal, viva Quebec!") E acrescentou, seguido de fortes aplausos, "Vive le Québec libre!" ("Viva a Quebec livre!". A frase, um slogan usado pelos quebequenses que favoreciam a soberania de Quebec, foi vista como dando seu apoio ao movimento. O discurso causou um incidente diplomático com o governo do Canadá e foi condenado pelo primeiro-ministro canadense Lester B. Pearson, dizendo que "os canadenses não precisam ser libertados". Na França, embora muitos simpatizassem com a causa do nacionalismo de Quebec, o discurso de De Gaulle foi criticado como uma quebra de protocolo.

## Discurso
Em 15 de julho, antes de embarcar no Colbert, de Gaulle disse a Xavier Deniau: "Eles vão me ouvir lá, vai fazer barulho!"  Ele também confidenciou a seu genro, general Alain de Boissieu, que: "Vou desferir um forte golpe. As coisas vão esquentar. Mas é necessário. É a última chance de retificar a covardia da França". De Gaulle estava se referindo ao que ele via como o abandono de 70 000 colonos franceses pela França depois que a França foi derrotada no teatro norte-americano da Guerra dos Sete Anos em 1763.

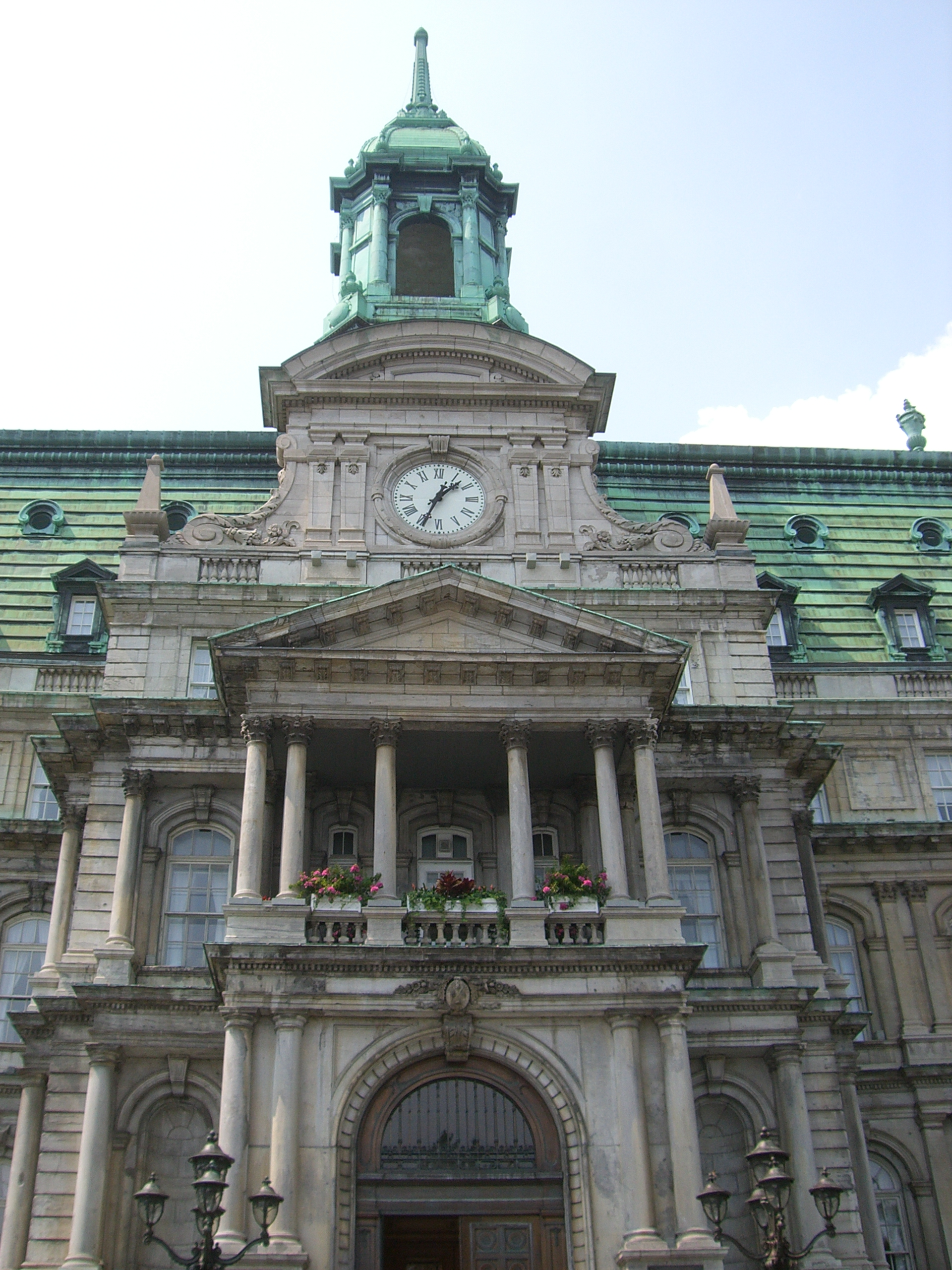
Balcão da Prefeitura de Montreal onde De Gaulle fez seu discurso

Em 24 de julho, de Gaulle chegou a Montreal e foi conduzido pelo Chemin du Roy até a Prefeitura de Montreal, onde o prefeito Jean Drapeau e o primeiro-ministro Johnson esperavam. De Gaulle não estava programado para falar naquela noite, mas a multidão cantou por ele; ele disse a Drapeau: "Tenho que falar com aquelas pessoas que estão me chamando". De acordo com uma série de entrevistas pessoais com altos funcionários franceses, bem como documentos que ele descobriu, o estudioso Dale C. Thomson escreveu que a declaração de de Gaulle foi planejada e que ele a usou quando a oportunidade se apresentou.
 

De Gaulle saiu para a varanda para fazer um breve discurso às massas reunidas, que também foi transmitido ao vivo pelo rádio. Em seu discurso, ele comentou que seu passeio pelas margens do rio São Lourenço, ladeado por uma multidão aplaudindo, o lembrou de seu retorno triunfante a Paris após a libertação da Alemanha nazista. O discurso parecia concluir com as palavras "Vive Montréal! Vive le Québec!" ("Viva Montreal! Viva Quebec!"), mas acrescentou: "Vive le Québec libre! Vive, vive, vive le Canada français! Et vive la France!" ("Viva o Quebec livre! Viva, viva, viva o Canadá francês! E viva a França!"), ao que a multidão rugiu em aprovação, especialmente depois de ouvir: "Vive le Québec libre!".